# Margaret Hamilton
Margaret Heafield Hamilton (z domu Heafield; ur. 17 sierpnia 1936)  – informatyk, inżynier oprogramowania i przedsiębiorca. Była dyrektorką ds. inżynierii oprogramowania w Laboratorium Instrumentacji Massachusetts Institute of Technology. Wraz z kierowanym przez siebie zespołem opracowała oprogramowanie systemu pokładowego programu kosmicznego „Apollo”. W 1986 roku założyła i została dyrektorem generalnym Hamilton Technologies, Inc., w Cambridge, w stanie Massachusetts. Firma została stworzona wokół systemów języka uniwersalnego opartych na jej paradygmacie Rozwoju Przed Faktem (DBTF) dla projektowania systemów i oprogramowania.
Margaret Hamilton opublikowała ponad 130 artykułów, rozpraw i raportów o ok. 60 projektach i 6 znaczących programach, w których brała udział.
22 listopada 2016 roku prezydent USA Barack Obama odznaczył Margaret Hamilton Medalem Wolności za jej pracę, która doprowadziła do opracowania pokładowego oprogramowania lotu misji Apollo – misji NASA na Księżyc.

## Biografia

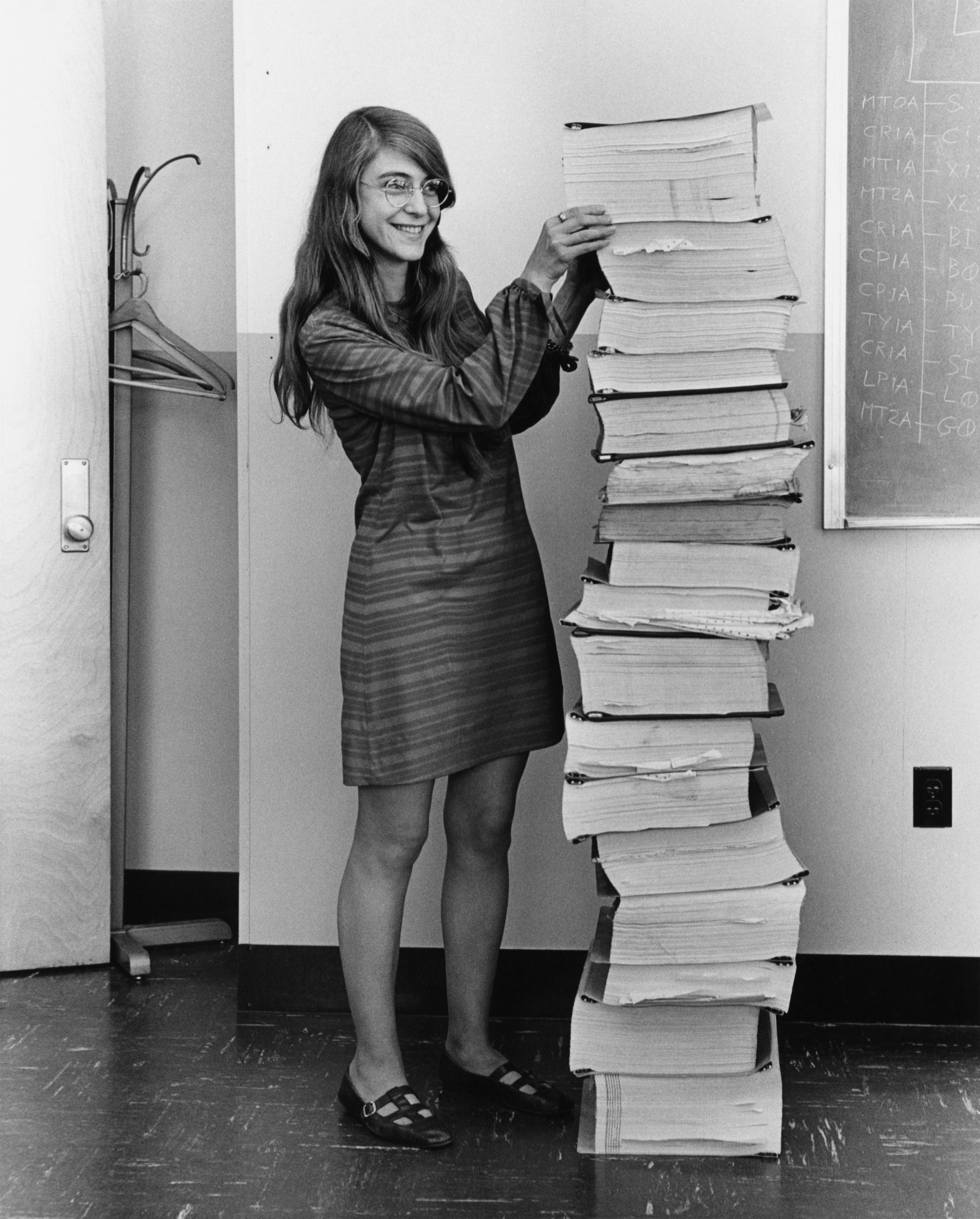
Hamilton stojąca obok wydruku kodu programu nawigacyjnego, który ona i jej zespół MIT napisali dla projektu Apollo.

Margaret Heafield urodziła się w Paoli, w stanie Indiana, jej rodzice to Kenneth Heafield i Ruth Esther Heafield (z domu Partington). Po ukończeniu Liceum Hancock w 1954 roku studiowała matematykę na Uniwersytecie w Michigan w 1955 roku, a następnie uzyskała tytuł licencjata (bachelor of arts) z matematyki i specjalizację z filozofii z Earlham College w 1958 roku. Po ukończeniu szkoły krótko uczyła matematyki i francuskiego w szkole średniej, aby wesprzeć swojego męża w trakcie studiów na Harvardzie, a ostatecznym celem było uzyskanie dyplomu ukończenia studiów w późniejszym czasie. W końcu przeprowadziła się do Bostonu w stanie Massachusetts, z zamiarem ukończenia studiów magisterskich na Brandeis University.
Inspiracją do kontynuacji studiów z dziedziny matematyki abstrakcyjnej poza światem technologii, stanowiły postacie jej ojca, filozofa i poety, a także jej dziadka, dyrektora szkoły. Mawiała, że to właśnie oni zainspirowali ją do specjalizacji z filozofii. W 1960 roku zajęła tymczasowe stanowisko w MIT, aby opracować oprogramowanie do przewidywania pogody na komputerach LGP-30 i PDP-1 (w Marvin Minsky's Project MAC) dla profesora Edwarda Nortona Lorenza w dziale meteorologii. W tamtym czasie informatyka i inżynieria oprogramowania nie były jeszcze dyscyplinami; zamiast tego programiści nauczyli się tej pracy z praktycznym doświadczeniem.
W latach 1961–1963 pracowała nad projektem SAGE w Lincoln Lab, gdzie była jedną z programistów, którzy napisali oprogramowanie dla pierwszego komputera AN / FSQ-7 (XD-1), którzy miał wykrywać wrogie siły lotnicze; pisała również oprogramowanie dla Air Force Cambridge Research Laboratories.

## Projekt SAGE
Projekt SAGE był rozszerzeniem projektu Whirlwind, rozpoczętym przez MIT, w celu stworzenia systemu komputerowego, który mógłby przewidzieć systemy pogodowe i śledzić ich ruchy za pomocą symulatorów; SAGE został wkrótce opracowany do celów wojskowych w obronie przeciwlotniczej przed potencjalnymi sowieckimi atakami podczas zimnej wojny.
Hamilton powiedziała:
„Kiedy przychodziłeś do tej organizacji jako początkujący, zazwyczaj przydzielano Ci program, którego nikt nie był w stanie uruchomić, ani nawet stwierdzić co nie działa, kiedy ja zaczynałam również taki dostałam. To było trudne, ciężkie programowanie, a osoba, która to napisała, była z niego bardzo dumna. Wszystkie jego komentarze były po grecku i po łacinie. Zostałam więc przydzielona do tego programu i udało mi się go uruchomić.”
To jej wysiłki w tym projekcie sprawiły, że stała się kandydatką na stanowisko głównej programistki oprogramowania do lotów Apollo w NASA.

## NASA

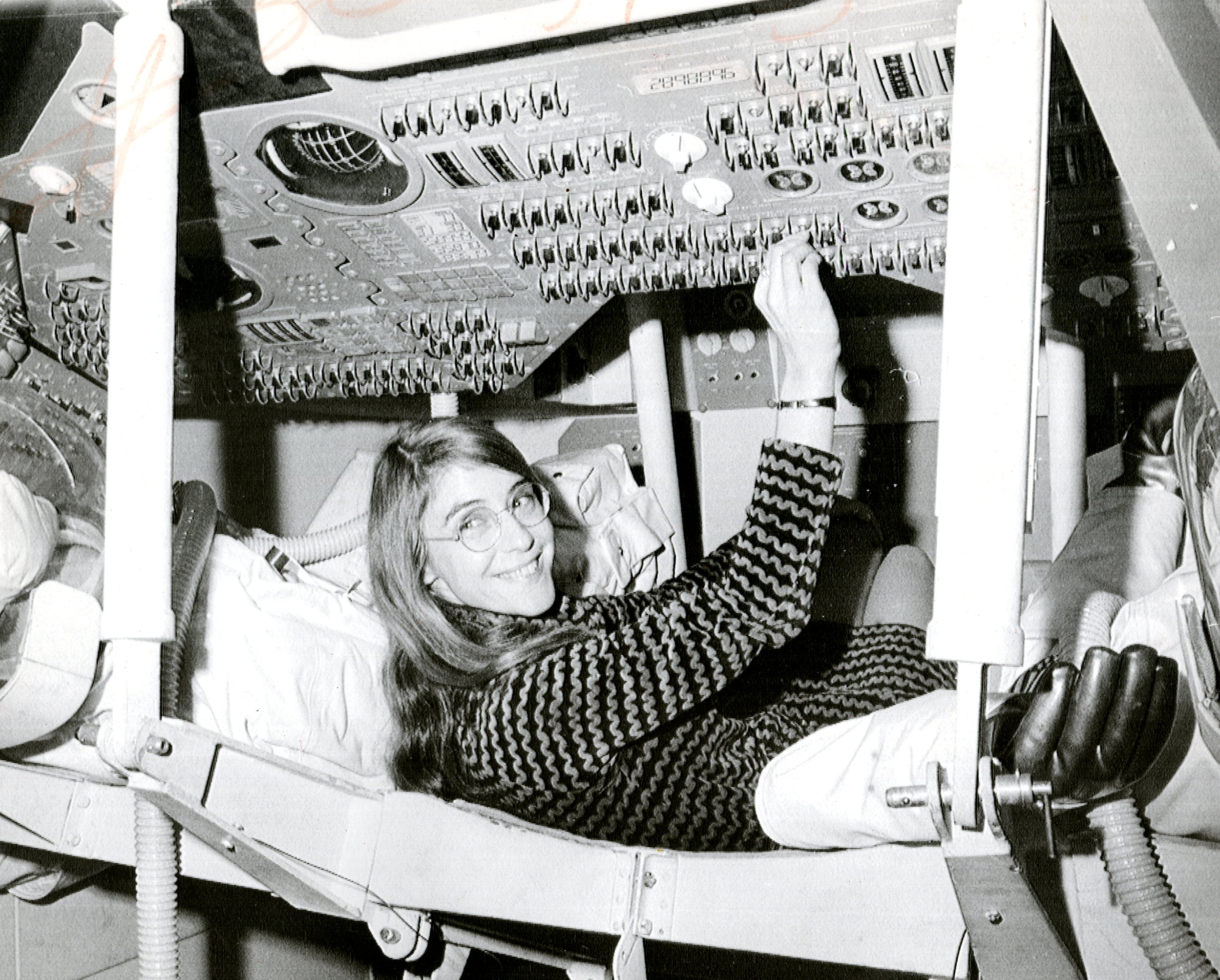
Hamilton, podczas jej pracy jako główna deweloperka oprogramowania lotu Apollo.

Margaret Hamilton dołączyła wtedy do Laboratorium Charlesa Starka Drapera w MIT, który w tym czasie pracował nad misją kosmiczną Apollo. W końcu doprowadziła zespół do prac nad oprogramowaniem dla Apollo i Skylab. Zespół Hamilton był odpowiedzialny za opracowanie oprogramowania pokładowego, które zawierało algorytmy opracowane przez różnych starszych naukowców dla modułu dowodzenia Apollo, lądownika księżycowego i późniejszego Skylaba.  Inna część zespołu zaprojektowała i opracowała oprogramowanie systemowe , które obejmowało oprogramowanie do wykrywania i odzyskiwania błędów, takie jak ponowne uruchamianie i procedury interfejsu wyświetlania (AKA, priorytetowe wyświetlacze) opracowane przez Hamilton. Pracowała, aby zdobyć praktyczne doświadczenie w czasie, gdy kursy informatyczne były rzadkie, a kursy inżynierii oprogramowania nie istniały. Specjalizowała się w projektowaniu systemów i opracowywaniu oprogramowania, modelowaniu przedsiębiorstw i procesów, paradygmacie rozwoju, językach modelowania systemów formalnych, obiektach zorientowanych systemowo na modelowanie i rozwój systemów, zautomatyzowanych środowiskach cyklu życia, metodach zwiększania niezawodności i ponownego wykorzystania oprogramowania, analizie domen, poprawność dzięki wbudowanym właściwościom językowym, technikom otwartej architektury dla niezawodnych systemów, pełnej automatyzacji cyklu życia, zapewnieniu jakości, bezproblemowej integracji, technikom wykrywania i odzyskiwania błędów, interfejsom człowiek-maszyna, systemom operacyjnym, testom end-to-end i technikom zarządzania cyklem życia. 

## Dziedzictwo

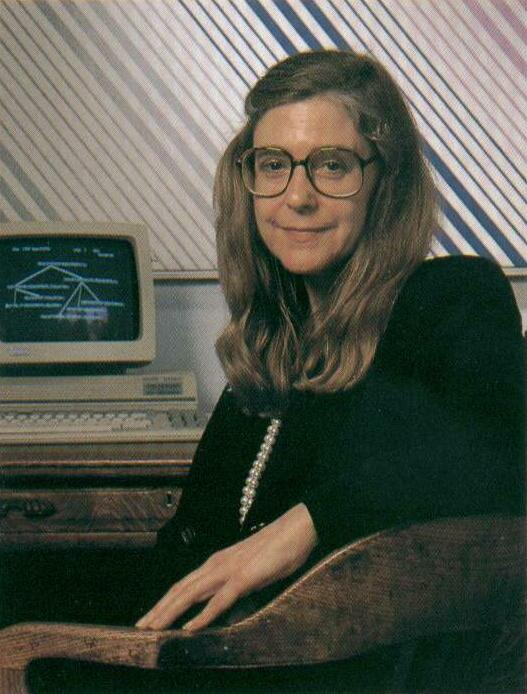
Oficjalne zdjęcia NASA, 1989.

Kod misji Apollo został odtajniony i w lipcu 2016 trafił do GitHub-a. Zajmuje nieco ponad 3 MB.

### Nagrody
- W 1986 roku otrzymała nagrodę Augusty Ady Lovelace od Stowarzyszenia Kobiet Ery Komputeryzacji[16]. Nagroda ta przyznawana jest osobom, które wyróżniły się w jednym (lub obu) z obszarów: 1. Wybitne naukowe i techniczne osiągnięcia i 2. Wyjątkowa zasługi dla społeczności informatyków poprzez swoje osiągnięcia i wkład w sprawie kobiet w informatyce[17].
- W 2003 roku otrzymała od NASA Nagrodę za Wybitny Czyn w Przestrzeni Kosmicznej w uznaniu jej wkład naukowy i techniczny. Nagroda obejmowała nagrodę finansową w wysokości $37,200. Jest to najwyższa kwota, przyznana jakiejkolwiek osobistości w całej historii NASA[18][19][20].
- W 2009 roku otrzymała Nagrodę dla Wybitnych Absolwentów Earlham College[16].
- W 2016 roku została laureatką prezydenckiego Medalu Wolności, najwyższego odznaczenia cywilnego w Stanach Zjednoczonych[21].

## Publikacje
- M. Hamilton, Inside Development Before the Fact, cover story, Special Editorial Supplement, 8ES-24ES. Electronic Design, Apr. 1994.
- M. Hamilton, 001: A Full Life Cycle Systems Engineering and Software Development Environment, cover story, Special Editorial Supplement, 22ES-30ES. Electronic Design, Jun. 1994.
- M. Hamilton, Hackler, W.R., Deeply Integrated Guidance Navigation Unit (DI-GNU) Common Software Architecture Principles (revised dec-29-2004), DAAAE30-02-D-1020 and DAAB07-98-D-H502/0180, Picatinny Arsenal, NJ, 2003–2004.
- M. Hamilton and W.R. Hackler, Universal Systems Language for Preventative Systems Engineering, Proc. 5th Ann. Conf. Systems Eng. Res. (CSER), Stevens Institute of Technology, Mar. 2007, paper #36.
- M. Hamilton and W.R. Hackler, A Formal Universal Systems Semantics for SysML, 17th Annual International Symposium, INCOSE 2007, San Diego, CA, Jun. 2007.
- M. Hamilton and W.R. Hackler, Universal Systems Language: Lessons Learned from Apollo, IEEE Computer, Dec. 2008.